# Takis Fyssas
Panagiotis "Takis" Fyssas (12 de junio de 1973 en Atenas) es un exfutbolista griego, se desempeñaba como lateral izquierdo. Actualmente es el director técnico de la Federación Helénica de Fútbol.

## Biografía

### Panionios y Panathinaikos
Fyssas inició sus andaduras en las categorías inferiores del Panionios NFC, debutando por primera vez en 1991 en un partido de la copa griega.
En 1998, Fyssas firmó por el gigante ateniense Panathinaikos FC, y un año después debutó con la Selección de fútbol de Grecia.

### Portugal y Escocia
En diciembre de 2003, Fyssas se mudó a Lisboa, fichando por el Benfica, haciendo una gran labor y colaborando para conseguir la Copa de Portugal.
En verano de 2005, Fyssas abandonó el club lisboeta y tomó la sorprendente decisión de irse a Escocia a jugar con el Hearts FC, aunque tenía ofertas de Inglaterra y Alemania. Se volvió uno de los jugadores más populares de la historia del club de Edimburgo. En verano de 2006, Fyssas decidió regresar al Panathinaikos para afrontar el final de su carrera deportiva.

### Regreso a Grecia
En su regreso al Panathinaikos, Fyssas únicamente disputó una sola temporada, disputando solo 7 partidos sin marcar ningún gol. En verano de 2008, Fyssas decidió retirarse del fútbol profesional.

## Trayectoria
| Club             | País     | Año         |
| ---------------- | -------- | ----------- |
| Panionios NFC    | Grecia   | 1990 - 1998 |
| Panathinaikos FC | Grecia   | 1998 - 2003 |
| SL Benfica       | Portugal | 2003 - 2005 |
| Hearts FC        | Escocia  | 2005 - 2007 |
| Panathinaikos FC | Grecia   | 2007 - 2008 |

## Palmarés
Panionios NFC
- Copa de Grecia: 1998

SL Benfica
- Primera División de Portugal: 2004-05
- Copa de Portugal: 2004

Hearts FC
- Copa de Escocia: 2006

Selección de fútbol de Grecia
- Eurocopa 2004